# Пуголовка Рагимова
Пуголовка Рагимова (лат. Benthophilus ragimovi) — вид лучепёрых рыб семейства бычковых отряда Gobiiformes. Видовое латинское название дано в честь азербайджанского ихтиолога Дадаша Рагимова, который внёс значительный вклад в изучение бычковых рыб Каспийского моря.

## Описание
Тело уплощено в передней части.

## Ареал
Эндемик Каспийского моря. Обнаружены в западной части моря от острова Чечень до прибрежных вод у Астары.